# Jockas härad
Jockas härad är ett härad i Södra Savolax, tidigare i S:t Michels respektive Östra Finlands län.
Ytan (landsareal) var 1910 4364,5 km²; häradet hade 31 december 1908 45.324 invånare med en befolkningstäthet av 10,4 inv/km².

## Ingående kommuner
De ingående landskommunerna var 1910 som följer:
- Haukivuori
- Jockas, finska: Juva
- Jorois, finska: Joroinen
- Jäppilä
- Pieksämäki
- Puumala
- Virtasalmi

Pieksämäki blev köping 1930 och skildes från landskommunen, stad 1962. Dessa kommuner, samt Haukivuori, Jäppilä och Virtasalmi, bildade Pieksämäki härad vid häradsreformen 1996. Jockas, Jorois och Puumala kvarstod i Jockas härad, tillsammans med Rantasalmi och Sulkava från Rantasalmi härad.